# Handbuch Medikamente

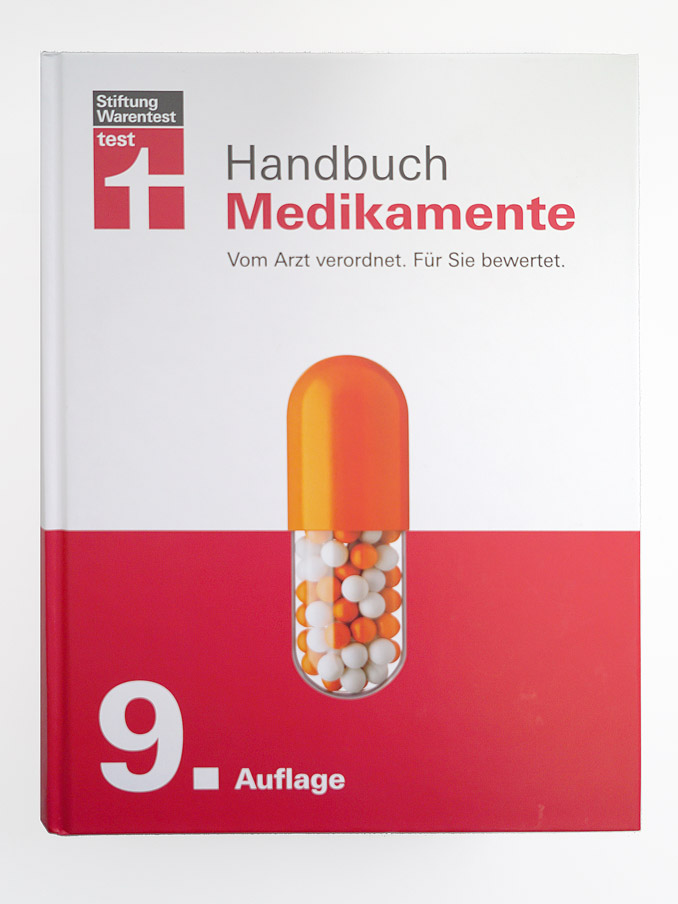
Neunte Auflage vom Handbuch Medikamente

Das Handbuch Medikamente war ein von der Stiftung Warentest herausgegebenes Standardwerk über die Anwendung und Wirksamkeit von Arzneimitteln. Es wurde federführend von der Diplom-Biologin Annette Bopp und der Pharmazeutin Vera Herbst journalistisch gestaltet und liegt gedruckt bis zur neunten Auflage vor. Die Inhalte konnten über die Webseite Medikamente im Test abgerufen werden. Der Pharmazeut Gerd Glaeske war als Schlussgutachter des Handbuchs tätig.

## Inhalt
Auf den knapp eintausendfünfhundert Seiten des Handbuches werden rund siebentausend häufig verschriebene Medikamente aufgeführt und deren Wirkung bewertet. Anders als die Rote Liste richtet es sich nicht an Fachkreise, sondern dient zur persönlichen, von Ärzten unabhängigen Information über Arzneimittel und Behandlungen mit Medikamenten.
Ferner beschreibt es die Symptome und die Ursachen zahlreicher Krankheiten, beschreibt die Wirkungsweise der Arzneien und gibt Hinweise zur Einnahme der Medikamente. Die Produktinformation mit den jeweiligen Wirkstoffen, deren Bewertung und deren Kosten wird in Tabellen dargestellt, und auch auf eine etwaige Arzneimittelwechselwirkung wird eingegangen.
Die Online-Datenbank umfasst derzeit etwa zehntausend Bewertungen für fast zweihundert Anwendungsgebiete. Jedes Medikament wird nach dem aktuellen Stand der Wissenschaft durch ein Gremium von zwanzig Fachexperten beurteilt, die die dazugehörige wissenschaftliche Literatur sichten und die Medikamente in vier Eignungskategorien einordnen.
Sowohl im Handbuch als auch in der Online-Datenbank ist nachzulesen, dass die Einnahme vieler Medikamente zwar nicht schädlich ist, dass diese aber häufig keine nachgewiesene Wirkung zeigen.